# I-363 (tàu ngầm Nhật)
I-363 là một tàu ngầm vận tải thuộc lớp Type D1 được Hải quân Đế quốc Nhật Bản chế tạo vào giai đoạn cuối Chiến tranh Thế giới thứ hai. Nhập biên chế năm 1944, nó thực hiện các chuyến vận tải giữa Nhật Bản đến các căn cứ tại các đảo bị cô lập, cho đến khi được cải biến thành tàu ngầm mẹ mang ngư lôi tự sát Kaiten vào năm 1945. Nó sống sót qua cuộc xung đột, nhưng bị đắm do trúng thủy lôi trong khi di chuyển dọc bờ biển Miyazaki trong những tuần lễ đầu tiên sau chiến tranh.

## Thiết kế và chế tạo

### Thiết kế
Tàu ngầm Type D là một kiểu tàu ngầm vận tải, được thiết kế dựa trên chiếc U-155 Deutschland của Hải quân Đế quốc Đức trong Thế Chiến I. Chúng có trọng lượng choán nước 1.808 tấn (1.779 tấn Anh) khi nổi và 2.251 tấn (2.215 tấn Anh) khi lặn, lườn tàu có chiều dài 73,5 m (241 ft 2 in), mạn tàu rộng 8,9 m (29 ft 2 in) và mớn nước sâu 4,46 m (14 ft 8 in). Con tàu có thể lặn sâu đến 75 m (246 ft), và có khả năng vận chuyển 85 tấn hàng hóa cùng mang theo hai xuồng đổ bộ Daihatsu.
Tàu ngầm Type D1 được trang bị hai động cơ diesel Kampon Mk.23B Model 8 tổng công suất 1.850 mã lực phanh (1.380 kW), mỗi chiếc vận hành một trục chân vịt. Khi lặn, mỗi trục được vận hành bởi một động cơ điện công suất 600 mã lực (447 kW). Khi di chuyển trên mặt nước nó đạt tốc độ tối đa 13 hải lý trên giờ (24 km/h; 15 mph) và 6,5 hải lý trên giờ (12,0 km/h; 7,5 mph) khi lặn dưới nước, tầm xa hoạt động của Type D1 là 15.000 hải lý (28.000 km; 17.000 mi) ở tốc độ 10 hải lý trên giờ (19 km/h; 12 mph), và có thể lặn xa 120 nmi (220 km; 140 mi) ở tốc độ 3 hải lý trên giờ (5,6 km/h; 3,5 mph).
Type D1 thoạt tiên không được trang bị các ống phóng ngư lôi, nhưng do đòi hỏi mạnh mẽ từ các chỉ huy tiền phương, ít nhất các chiếc I-361, I-363 và I-369 được trang bị hai ống phóng phía mũi cùng hai ngư lôi Type 95 53,3 cm (21,0 in) để tự vệ. Vũ khí trên boong tàu bao gồm một khẩu hải pháo 14 cm (5,5 in), cùng một pháo phòng không 25 mm Type 96 nòng đôi. Những chiếc còn sống sót vào đầu năm 1945 được cải biến để mang theo tối đa năm ngư lôi tự sát Kaiten.

### Chế tạo
I-363 được đặt lườn như là chiếc Tàu ngầm số 5463 tại Xưởng vũ khí Hải quân Kure ớ Kure, Hiroshima vào ngày 1 tháng 5, 1943. Nó được đổi tên thành I-363 vào ngày 20 tháng 10, 1943 trước khi được hạ thủy vào ngày 12 tháng 12, 1943. Con tàu hoàn tất và nhập biên chế vào ngày 8 tháng 7, 1944, dưới quyền chỉ huy của Đại úy Hải quân Araki Asakichi.

## Lịch sử hoạt động
Sau khi nhập biên chế, I-363 được phối thuộc cùng Quân khu Hải quân Yokosuka, và được điều về Hải đội Tàu ngầm 11 để chạy thử máy huấn luyện. Nó khởi hành từ Hikari vào ngày 8 tháng 8, 1944, và sau khi hoàn tất nó được điều sang Hải đội Tàu ngầm 7 từ ngày 15 tháng 8, 1944.

### Các nhiệm vụ vận chuyển
Vào ngày 9 tháng 10, I-363 khởi hành từ Yokosuka cho chuyến đi vận tải đầu tiên, hướng đến đảo Meleyon tại Woleai thuộc quần đảo Caroline, vận chuyển 75 tấn thực phẩm và tiếp liệu cùng 15 tấn hàng hóa khác. Trên đường đi, nó ghé đến căn cứ Truk từ ngày 21 đến ngày 24 tháng 10, nơi nó chất thêm 10 tấn hàng hóa dành cho Mereyon bao gồm thực phẩm và quân phục. Chiếc tàu ngầm đi đến Mereyon vào ngày 28 tháng 10, chất dỡ 5 tấn nhiên liệu và tiếp liệu, rồi đón năm hành khách trước khi lên đường ngay trong ngày hôm đó. Quay trở lại Truk vào ngày 31 tháng 10, nó tiếp tục chất dỡ 33 tấn nhiên liệu rồi đón lên tàu 83 hành khách là nhân sự Không lực Hải quân, rồi trở ra khơi vào ngày 2 tháng 11 để quay trở về Nhật Bản, đi đến Yokosuka vào ngày 15 tháng 11.
I-363 lại khởi hành từ Yokosuka vào ngày 24 tháng 10 cho chuyến đi vận tải thứ hai, vận chuyển 88 tấn thực phẩm, 10 tấn đạn dược 15 tấn hàng tiếp liệu khác, lần này hướng đến đảo Marcus. Sau khi đến nơi vào ngày 17 tháng 11, nó chất dỡ hàng hóa rồi đón lên tàu 60 hành khách để đưa trở về Nhật Bản, và lên đường ngay hôm đó cho chặng quay trở về, đi đến Yokosuka vào ngày 26 tháng 12. Sau khi được đại tu, nó lại xuất phát từ Yokosuka vào ngày 5 tháng 3, 1945 cho chuyến đi vận tải thứ ba, tiếp tục đi sang đảo Marcus, đến nơi vào ngày 13 tháng 3 để chất dỡ hàng hóa rồi lên đường ngay để quay trở về. Lúc nó đang trên đường đi, Hải đội Tàu ngầm 7 được giải thể vào ngày 20 tháng 3, và I-363 được điều sang Hải đội Tàu ngầm 15. Nó về đến Yokosuka vào ngày 30 tháng 3.

### Tàu ngầm chở ngư lôiKaiten
Trong khi I-363 đang trên đường từ Marcus quay trở về Nhật Bản, từ ngày 26 đến ngày 29 tháng 3, lực lượng Hoa Kỳ bắt đầu chiếm các căn cứ tiền phương và nơi neo đậu tại quần đảo Kerama về phía Tây Nam Okinawa, và Trận Okinawa chính thức bắt đầu vào ngày 1 tháng 4 khi lực lượng Hoa Kỳ đổ bộ lên chính đảo Okinawa. Sau khi về đến Yokosuka, I-363 được chọn để cải biến từ một tàu ngầm vận tải thành một tàu ngầm "mẹ" mang ngư lôi tự sát Kaiten. Việc cải biến bao gồm tháo dỡ khẩu hải pháo 14 cm (5,5 in) cùng các xuồng đổ bộ Daihatsu, và lắp đặt các bộ gá để chở được năm ngư lôi trên boong tàu.

#### Nhiệm vụKaitenthứ nhất
Vào ngày 28 tháng 5, I-363 được phối thuộc cùng Đội Kaiten Todoroki cùng với các tàu ngầm I-36, I-165  và I-361. Với năm ngư lôi Kaiten trên tàu, nó xuất phát từ căn cứ Kaiten tại Hikari trong ngày hôm đó để hướng sang khu vực tuần tra giữa Okinawa và Ulithi. Đến ngày 15 tháng 6, nó phát hiện một đoàn tàu vận tải ở vị trí 500 nmi (930 km) về phía Đông Nam Okinawa; tuy nhiên do thời tiết xấu khiến biển động mạnh, nó không thể phóng các quả Kaiten, nên tấn công bằng ngư lôi thông thường. I-361 tin rằng nó đã đánh chìm được một tàu buôn, nhưng thực ra các quả ngư lôi đã không trúng đích. Đến ngày 18 tháng 6, nó được lệnh kết thúc chuyến tuần tra và quay về căn cứ Hirao, Yamaguchi, đến nơi vào ngày 28 tháng 6. Chiếc tàu ngầm chuyển đến Kure vào ngày 29 tháng 6.

#### Nhiệm vụKaitenthứ hai
I-361 được điều động sang Đội Kaiten Tamon cùng với các tàu ngầm I-47, I-53, I-58, I-366 và I-367. Nó cùng năm ngư lôi Kaiten trên tàu xuất phát từ căn cứ Hiraki vào ngày 8 tháng 8, hướng sang khu vực tuần tra ở vị trí 500 nmi (930 km) về phía Bắc Palau. Tuy nhiên vào ngày 12 tháng 8, nó được lệnh tuần tra trong biển Nhật Bản nhằm đề phòng lực lượng Liên Xô đổ bộ tấn công chính quốc Nhật Bản từ hướng Mãn Châu. Nó đang đi trên mặt nước về phía Tây Bắc Kyūshū vào ngày 14 tháng 8, khi bị máy bay từ tàu sân bay thuộc Lực lượng Đặc nhiệm 38 Hải quân Hoa Kỳ tấn công và bắn phá. Hai thành viên thủy thủ đoàn đã tử trận, nhưng con tàu chỉ bị hư hại nhẹ.

### Cuối chiến tranh - Bị loại bỏ
Thế Chiến II kết thúc vào ngày 15 tháng 8, 1945, khi Thiên hoàng Chiêu Hòa Hirohito công bố qua đài phát thanh mệnh lệnh đình chỉ chiến sự giữa Nhật Bản và Đồng Minh. I-363 về đến Kure vào ngày 18 tháng 8, và đầu hàng lực lượng Đồng Minh tại đây trong tháng 9, sau khi văn kiện đầu hàng được ký kết trên thiết giáp hạm USS Missouri neo đậu trong vịnh Tokyo vào ngày 2 tháng 9.
I-363 khởi hành từ Kure vào ngày 27 tháng 10 để đi sang Sasebo. Con tàu đang trên đường đi dọc theo bờ biển Miyazaki vào ngày 29 tháng 10, khi nó va phải một quả thủy lôi vốn được rải trong chiến tranh. Chiếc tàu ngầm đắm với tổn thất 36 người thiệt mạng, và có 10 người sống sót được cứu vớt. Tên nó được cho rút khỏi đăng bạ hải quân vào ngày 10 tháng 11, 1945.
Xác tàu đắm được Công ty Trục vớt Fukada cho nổi trở lại vào ngày 26 tháng 1, 1966. Xác tàu được tháo dỡ tại Etajima. Kính tiềm vọng của I-363 đang được trưng bày tại Nghĩa trang Nagasako, nguyên là một nghĩa trang của Hải quân Đế quốc Nhật Bản tại Kure.